# 2020年冰島總統選舉
2020年冰島總統選舉於2020年6月27日舉行。時任冰島總統古德尼·約翰內森於2020年1月1日宣布將競選連任， 最終並以92.18%的壓倒性得票率連任成功。

## 候選人
時任總統古德尼·約翰內森於2020年1月1日宣布將競選連任。 
2020年4月9日，自稱是社會工程師、著名的陰謀論者阿克塞爾·彼得·阿克塞爾松（Axel Pétur Axelsson）宣布，他打算參選。據他所言，擔任總統後的第一件事就是解僱冰島政府的所有成員。
冰島商人兼激進主義者格维兹门迪尔·富兰克林·荣松在4月22日的Facebook直播視頻中宣布，他將競選總統。

## 选举制度
冰岛总统选举采用领先者当选，获得简单多数票即可当选。

## 选举結果
2020年6月28日，時任總統古德尼·约翰内森以超過九成的得票獲得壓倒性當選連任。
| 候選人                          | 候選人                     | 政黨            | 得票    | 得票率 |
| ------------------------------- | -------------------------- | --------------- | ------- | ------ |
|                                 | 古德尼·约翰内松            | 无党籍          | 150,913 | 92.18% |
|                                 | 格维兹门迪尔·富兰克林·荣松 | 无党籍          | 12,797  | 7.82%  |
| 无效/空白选票                   | 无效/空白选票              | 无效/空白选票   | 5,111   | 3.03%  |
| 总计                            | 总计                       | 总计            | 168,821 | 100%   |
| 登记选民/投票率                 | 登记选民/投票率            | 登记选民/投票率 | 252,152 | 66.9%  |
| 来源：RUV（页面存档备份，存于） |                            |                 |         |        |